# Ricerca sul campo
Sono definiti ricerca sul campo differenti metodi di ricerca e raccolta dei dati adottati in numerosi campi disciplinari, primariamente in antropologia, etnologia, etnografia, archeologia e sociologia.

## Antropologia
In antropologia la ricerca sul campo consiste nei metodi di osservazione, partecipazione a, e notazione dei fenomeni sociali indagati, alla base della produzione etnografica.
Il moderno metodo etnografico deriva dalle esperienze pioniere di Bronisław Malinowski durante la prima guerra mondiale. Arricchitosi e affinatosi notevolmente, soprattutto grazie a innovazioni teoriche e tecniche, il metodo dell'osservazione partecipante rimane fondamentalmente un'operazione di full immersion in una determinata situazione socioculturale.

## Etnomusicologia
La ricerca sul campo in etnomusicologia è un lavoro di raccolta dalla viva voce degli informatori, incontrati nel loro contesto e ambiente di vita, registrandone i racconti e le performance per mezzo di strumenti che vanno dalla carta e penna, al registratore magnetofonico e modernamente attraverso la digitalizzazione del materiale audio e video con telecamere e microfoni, supportate da mezzi informatici portatili. Per quanto riguarda il lavoro di ricerca sul campo degli strumenti musicali e delle danze popolari, la macchina fotografica e la videocamera sono oggi indispensabili strumenti di lavoro.